# ويليام بارلي

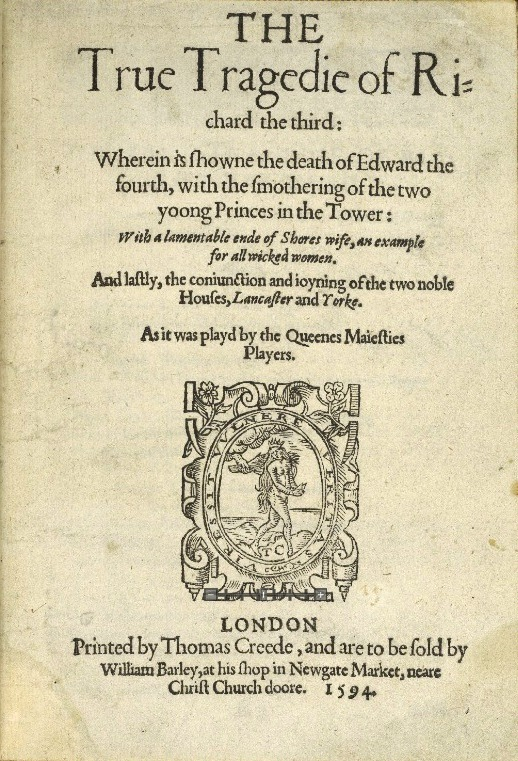
غُلاف المسرحية المجهولة المصدر ، " ذا ترو تراجيدى أوف ريتشارد ثري " (1594) ، والتي كانت تُباع من قِبل " ويليام بارلى " ، في متجره في "نبو جايت ماركت".

ويليام بارلي (1565 – 1614). كان بائع كُتب وناشر إنجليزى. أكمل التدريب المهنى باعتباره تاجر قُماش عام 1587، ولكنه سُرعان ما عمل في تجارة الكتُب بلندن.
باعتباره رجل حر من شركة «درابيرز»، دخل في خلاف بينها وبين شركة «ستاشينرز» حول حقوق تُجار الأقمشة للعمل كناشرين وبائعى كُتب، ووجد نفسه في جدال قانوني طوال حياته.
وقد تبيّن أن دور «بارلى» في نشر الموسيقى الاليزابيثية (المُنتمية لفترة الملكة إليزابيث) كان يُشكل مسألة خلافية بين العُلماء. ويتراوح تقييمه من بين «رجل القوة والعزم والطموح» إلى «بطريقةٍ ما استثنائي»، إلى «بالتأكيد إلى حدٍ ما شخصية شائنة بالأحرى». وانتقد مُعاصريه بقسوة جودة اثنين من الأعمال الموسيقية الأولى التي قام بنشرها، ولكنه كان أيضاً مؤثراً في مجاله. وبعدما أصبح مُكلفاً بالتأليف والنشر لـ «توماس مورلى»، نشر «بارلى» بافانس، جاليردس، ألمانيز لـ «أنطونى هولبورن» وذلك عام 1599، أول عمل موسيقى بالآلآت الموسيقية بدلاً من الأصوات يُنسخ في انجلترا. وقد أتاحت له شراكته مع «مورلى» أن يدعى الحق في براءة اختراع نشر الموسيقى الذي قام به «مورلى» قبل وفاته عام 1602 . وتجاهل بعض الناشرين ادعائه إلا أنه وبرغم ذلك، تمت طباعة الكثير من كُتب الموسيقى خلال فترة مُتأخرة من حياته والتي لم تُعطِ له أي تقدير.

## شركة «درابيرز»
في إيداع عام 1598، يُشير "بارلي إلى عُمره كـ " 33 عام أو ما يقرب ذلك "، واضعاً تاريخ ميلاده فيما يقرب عام 1565. تُشير الأدلة أن «بارلي» رُبما وُلِد في وارويكشاير. ولا يُعرف سوى القليل عن حياته المُبكرة. كان «بارلي» في لندن بحلول عام 1586، وذلك بعد انتهائه من التدريب المهنى مع شركة «درابيرز» في هذه السنة. تدرب كبائع كُتب تحت قيادة "ياراث جايمس"، وهو ناشر بسيط. عمل "جايمس" في متجر في "نيو جايت ماركت"، بالقرب من "كريست تشرش جايت "، في نهاية عام 1580 . وقد شاركه «بارلي» اهتمامه بالأغاني الشعبية والذي قام بنشر عددٍ منها خلال حياته. وبحلول عام 1592، قام «بارلى» بفتح المتجر الخاص به في رعية "سانت بيتير أبون كورنهيل " (كنيسة)، حيثُ تم تسجيل عقد زواجه بـ "مارى هاربر" يوم 15 يونيو / حزيران عام 1603 وأيضاً القيام بالتعميد والدفائن لأناسٍ مُرتبطة بعائلته. وقدأدار بها العمل عن طريق متجره خلال السنوات العشرين المُقبلة.
«بارلي» على الأرجح هو نفسه «ويليام بارلي» الذي فتح مكتب فرعى في اوكسفورد. وقد أدى هذا الفعل إلى دخوله في صراع مع السُلطات. اعتمد «بارلى» على الأرجح، على مُساعِدهُ «ويليام دايفيس»، ليُدير متجر اوكسفورد بينما حافظ هو على العمل في «سانت بيتر آبون كورنيهيل».
تم اعتقال «دافيس» عام 1599 . لفشل «بارلى» في التسجيل كبائع كُتب بجامعة اكسفورد. وقام الاثنان بافتداء انفسهم رغم ذلك، وفي عام 1603، تم الاعتراف بكلاً من «بارلى» و«دافيس» - كأشخاص ذووى امتيازات – من قِبل جامعة اكسفورد.
تلك الحالة الامتيازية في اكسفورد تسمح للتُجار بممارسة تجارتهم بشكل حُر بعيداً عن تشريع سُلطات المدينة.
تعارض «بارلى» مع السُلطات في لندن كذلك. ففى سبتمبر / أيلول عام 1591، صدر أمر بالقبض عليه، على الرغم من عدم معرفة التُهمة. 
وجد «بارلى» نفسه أيضاً في خضم نزاع طويل الأمد بين شركة «درابيرز» وشركة «ستاشينيرز». وفي ذلك الوقت، قامت الأخيرة بعقد احتكار على صناعة النشر؛ وارادت شركة «درابيرز» أعضائها حتى تكون قادرة على العمل كناشرين وبائعى كُتب أيضاً، مُصرة على أن ذلك كان «عُرف المدينة» أن تمنح الأحرار الحق في الانخراط في تجارة الكُتب.
بدايةً من عام 1591 إلى عام 1604، كان «بارلي» مُرتبطاً بما لا يقل عن 57 عمل. ولكن في بعض الأحيان يصعب تحديد الطبيعة الدقيقة لمشاركته في تلك الأعمال. فقد طُبعت بعض الأعمال له، والبعض الآخر بيع من قِيله، وذلك في حالتين فقط. وشارك مع ناشرين بارزين خلال هذه الفترة، يتضمن ذلك «توماس كرييد»، «آبل دجيفس» و«جون دانتر». وقد شارك «بارلي» مع «كرييد» في نشر «آ لوكينج جلاس فور لندن آند انجلاند» A Looking Glass for London and England وذلك عام 1564 و«ذا ترو تراجيدى أوف ريتشارد ثري» The True Tragedy of Richard III عام 1594. خلال هذه الفترة، لم يُدخل «بارلي» أىِ نت تلك الأعمال في تسجيل شركة «ستاشينرز» (Stationers') - بأن يُدخل عنوان في التسجيل، سجل الناشر حقوقهم في العمل - . ويُعد هذا بالأحرى وفقاً لـ «ستاشينرز» عداء مع الـ «درابرز» (Drapers')؛ اعتبر «ذا ستاشينرز» اعتبرت قدرة غير المُنتمين رسمياً للشركة على دخول الأعمال في التسجيل بمثابة امتياز خاص. ولذلك اعتمد «بارلي» على آخرين كـ «كرييد»، «جيفس»، و«دانتر» على إدخال تلك العناوين. وسواء تعامل «بارلي» كبائع كتب مع الداخلين، أو في الاتفاقيات الخاصة معهم، فإن حقوق بعض الأعمال في الواقع لا تزال غير واضحة.
في عام 1595، قامت شركة «ذا ستاشينرز» بتغريم «بارلي» أربعين شلن (عُملة) وذلك لنشر عدد من الأعمال بطريقة غير مشروعة. بعد ثلاث سنوات، قامت المؤسسة بمُقاضاته هو وزميل آخر له يعمل كتاجر قُماش، «سيمون سترافور»، وذلك بتهمة نشر كُتب ذات امتياز. وبالهجوم على مقره السابق تم إيجاد أربعة آلاف نسخة من «ذا آكسيدنيس» The Accidence ، وهو عبارة عن كتاب قواعد لاتينى محنيمن قِبل الاحكتار. وعلى الرغم من الاعتراف ببرائته في المحكمة، فقد تم إثبات التُهمة على كُلاً من: بارلي، ستافورد، إدوارد قيجين، وتوماس بافير (كان مُتدرب لدى بارلي) وحُكم عليه بالسجن. أكدت الدعوة سيطرة شركة «ذا ستاشينرز» على تجارة الكُتب الاليزابيثية. وقد انضم «ستافورد»، «بافير» وتُجار كتب وأقمشة آخرين إلى الشركة في غضون سنوات قليلة حتى يتمكنوا من استكمال تجارتهم. وبغرابة لم ينضم إليهم «بارلي» حتى عام 1606 . أما عن أسباب التأخير فيتم حالياً مُناقشتها بين العُلماء. يقترح المؤرخ «جيه آيه لافين» إن رفض شركة «ذا ستاشينرز» لبارلي يرجع إلى قلة خِبرته في مجال الطباعة. أما «جيرالد دى جونسون» يعتقد أن شراكته مع «توماس مورلي»، الذي عقد براءة ملكية في نشر الموسيقى، سمحت له بالتحايل على أي عقبات قانونية. ولم تستطع شركة «ذا ستاشينرز» التدخل في نشر الأعمال تحت منحة ملكية.

## النشر الموسيقي
في انجلترا الاليزابيثية (عهد الملكة اليزابيث)، كانت طباعة الموسيقى مُنظمة من قِبل اثنين من براءات الاختراع الملكي الصادر من قِبل الملكة نفسها: واحدة للمزامير المُلحنة، وواحدة لجميع الأنواع الأخرى للموسيقى وورقها. وبالتالي قام أصحاب براءة الاختراع بالاحتكار، وحدهم هُم ووكلائهم قادرون على طباعة الموسيقى قانونياً. بعد وفاة الناشر «جون دآي» عام 1584، تم نقل براءة الاختراع الخاصة بالمزاميز إلى ابنه «ريتشارد دآي» وأُديرت من قِبل وكلائه، الذين كانوا أعضاء في شركة «ذا ستاشينرز» وتم منح الأكثر عمومية إلى المُلحنين «توماس تاليس» و«ويليام بيرد» في يناير / كانون الثاني 1575 : وبالرغم من الاحتكار، لم ينجح «تاليس» و «بيرد» في مساعي الطباعة؛ مجموعة عام 1575 للتراتيل الاتينية التي تُسمى بـِ «كانتيس كو آب آرجيومينتو ساكر فوكانتر» Cantiones quae ab argument sacrae vocantur  التي فشلت في البيع وكانت بمثابة كارثة مالية. بعد ما توفي «تاليس» عام 1585، استمر «بيرد» في التمسك ببراءة الاختراع، مُنتجِاً أعمال مع وكيله، «توماس آييست». انتهى عام 1596، مما دفع ناشري الموسيقى المُحتملين مثل «بارلي» للاستفادة من فراغ السُلطة الناتج.

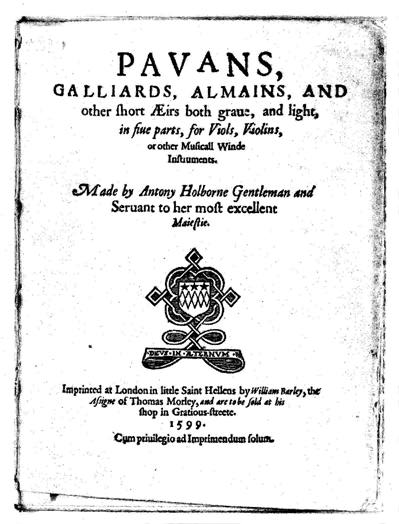
صفحة العنوان لـ "بافنز" بواسطة "أنطونى هولبورنز" ، "جاليرادس "، " ألمانز" آند آذر شورت آيرز (1599) ، والذي ساعد "بارلي" في نشرها.

في عام 1596، وعلى الرغم من عدم الحصول على سماح لمجموعة خطوط موسيقية مُناسبة، قام «بارلي» بمساعدة «دانتر» بنشر «ذا باث وآى تو ميوزك» The Path way to Music ، كتاب نظرية الموسيقى، و «أ نيو بوك أوف تابلتشر» A New Booke of Tabliture ، لتعليم العود وآلات أخرى مُتصلة بتأليفات «جون دوولاند»، «فيليين روسيتر»، و«أنطوني هولبورن». وكلاهما كان مُميزاً بأخطاء عديدة، وهذا الأخير، فمن الواضح أن «بارلي» لم يحصل قبل النشر على الموافقة من المؤلفين.
تبرأ «داوولاند» من كتاب «آ نيو بوك أوف تابلتشر»، واصفاً دروس العود به «مُزيفة ومعيبة»، في حين قام «هولبورن» بالشكوى من نُسخ غير صالحة «من عمله كونه مُقدّم من شخص غريب». كما قام عُلماء الموسيقى الحاليين بوصف النشر على أنه «مُستفز» و«حقير». وانتقد «مورلي» «ذا باث وآى تو ميوزك» قائلاً أنه يجب على المؤلف أن يخجل من عمله، وأنه يوجد بالكاد صفحة واحدة منطقية من الكتاب كله.
بعد مرور عامين، مُنح «مورلي» نفس احتكار الطباعة الذي قام به «بير». كما أن اختيار «بارلي» كوكيل له (بدلاً من الناشرين الأكثر خبرة مثل: (إييست أو بيتر شورت، اللذان عِملا سابقاً مع «مورلي») كان مُثير للدهشة. ربما كان «مورلي» يبحث عن مُساعدة في تحدي براءة الاختراع الخاصة بالمزامير لـ «ريتشارد دآى» ووكلائه. في ذللك الوقت، كان «إييست» و «شورت» تابعين لشركة «ذا ستاشينرز»، وكانت الشركة تُطبق بنشاط احتكار «دآى». إلا أن «بارلي» لم يكن مُنضماً للشركة، وفي عام 1599 قام هو و «مورلي» بنشر «ذا هوول بوك أوف سالمز» The Whole Booke of Psalmes و«سالمز أوف دايفيد إن ميتير» Psalmes of David in Metre لـ «ريشارد آليزون». كان السابق عبارة عن طبعة جيب صغيرة والتي كانت مُعتمدة بشكل كبير على نشر «إييست» عام 1592 والذي كان يحمل نفس الاسم. هذا العمل، وبالرغم من إنه منقول بطريقة غير قانونية ومليء بالأخطاء الصغيرة، أثبتت بعض الأدلة على مهارة «بارلي» التحريرية؛ فيما أشار العالم الموسيقي «روبرت لينج»: «إذا فقد «بارلي» مصداقيته لقيامه بالاحتيال، فيجب أيضاً أن يُصفق له لتلك الضربات من الخيال الموسيقي» حيث استطاع إنتاج هذا العمل (بحجم الجيب) بنجاح. في عمل «آليزون»، زعم الاثنين أن لديهم حقوق حصرية على المزامير. مما أثار استياء «ديلي»، فيما قام «دآى» برفع دعوى قضائية. في حين ان نتائح دعواه غير معروفة حتى هذه اللحظة، لكن لم ينشر «مورلي» ولا «بارلي» أي مزامير أخرى منذُ ذلك الحين.
تحت رعاية «مورلي»، قام «بارلي» بنشر ثمانية كُتب. غلاف كل واحد منهم يشير إلى أنهم نُشِروا بواسطة «بارلي»، ولكن بالنظر في أسلوب الطباعة فإن هذا غير مُحتمل. على الأقل اثنين من الأعمال تحوي تصاميم التي يبدو انها تنتمي إلى جهاز اُستخدم من قِبل الناشر اللندني (مُنتسباً إلى لندن). . «هنري بالارد».
الأهم من بين هذه الأعمال هو «بافانز» Pavans لـ «هولبورن»، «جاليرادس ألمانز» (1599)، وهو أول عمل موسيقي تُستخدم فيه الآلات الموسيقية بدلاً من الأصوات البشرية يتم طباعتها في «أنجلترا»، بالإضافة إلى الطبعة الأولى من كتاب «مورلي» المؤثر «ذا فيرست بوك أون كونسورت ليسونز» The First Booke of Consort Lessons .

## شركة «ستاشينرز»
كانت علاقة «بارلي» بـ «مورلي» قصيرة الأجل. فبحلول عام 1600، تحول «مورلي» إلى «إييست» وجعله وكيله، سامحاً له بالطباعة تحت اسمه لمدة ثلاث سنوات. وبعد عامين، مات «مورلي»، وظلت براءة الاختراع الخاصة به مُعلقة . ولعدم قدرته على الاعتماد على الجمايات والامتيازات الخاصة باحتكار «مورلي»، تعرض «بارلي» لضغوط مُتزايدة من شركة «ذا ستاشينرز» كما تدهورت ظروفه المالية أيضاً بعد أن كان مُستهدف في دعوى قضائية ناجحة مرفوعة من قِبل طاهٍ يُدعى «جورج جودال»، والذي كان يسعى لاسترداد دَين بقيمة 80 جنيهاً استرليني. وكنتيجة للدعوى تمت مُصادرة العديد من بضائع «بارلي» بالإضافة إلى كُتب متنوعة ورزمة كبيرة من الورق . وقلّص «بارلي» إنتاجه إلى حد كبير فيما بين عامي 1601 إلى 1605، ناشراً ستة أعمال فقط.
قرر «بارلي» انه على ما يبدو ليس هنالك جدوى لمواصلة مُقاومة شركة «ذا ستاشينرز». وفي الخامس والعشرين من شهر يونيو / حزيران 1606، قبلته شركة «ذا ستاشينرز» كعضو فيها . في نفس ذلك اليوم، قامت محكمة الشركة، التي لديها السُلطة لحل المُنازعات بين الأعضاء، بالتفاوض على تسوية دعوى قضائية كانت قد أُقيمت ضد «إييست» بشأن حقوق التأليف والنشر على بعض الكتب الموسيقية . ادعى «إييست» انه طالما دخلت الكُتب بشكل قانوني في سجل الشركة، فإن حقوق الأعمال تنتمي إليه . عارضه «بارلي» مُدعياً أن الأعمال كانت تخصه خلال شراكته مع «مورلي»، الذي تولى براءة اختراع الموسيقى الملكية. قامت المحكمة بتسوية الخلاف وتقديم حل وسط مُعترفةً بحقوق الاثنين، التي تنُص على التالي؛ إذا قام «إييست» بطباعة كتاب من كتب «بارلي»، التي تعتبر قيد الجدل والمنازعهة، فيجب عليه أن يعترف باسم «بارلي» في بيانات النشر، ويدفع له عشرين شلن، بالإضافة إلى تزويده بست نُسخ مجانية . ومن الناحية الأخرى، لا يُمكن لـِ«بارلي» أن يقوم بنشر أىِ من الكُتب دون موافقة «إييست» أو زوجته.
وعلى الرغم من أن التسوية أكدت مطالبته ببراءة اختراع الموسيقى الخاصة بـ «مورلي»، وجد «بارلي» على ما يبدو صعوبة في تنفيذ حقوقه على الرغم من دوره الجديد كواحد من شركة «ذا ستاشينرز». حيثُ إن أقل من نصف كُتب الموسيقى المعروفة المنشورة فيما بين عامي 1606 و1613 اقرّت بحقوق «بارلي» في بيانات النشر . وقد أخذ «بارلي» «توماس آدمز» إلى محكمة الشركة عام 1609، مُتحدياً إياه حول حقوق نشر الكُتب الموسيقية التي قام «آدمز» بنشرها .اصدرت المحكمة تسوية مشابهة لتلك الواقعة بين «إييست» و«بارلي». وعلى الرغم من ذلك، لم تحتوِ الكتب المنشورة من قِبل «آدمز» على أي اعتراف لبراءة اختراع «بارلي».
وقد نشر «بارلي» بنفسه أربعة كتب بموجب براءة اختراعه. وفي مارس / آذار 1612، توفي واحد من خدم «بارلي»، بسبب الطاعون على الأرجح . وبعد تلقيه أجر خيري من شركة «ذا ستاشينرز» انتقل «بارلي» أولاً إلى رعية سانت كاثرين كري"، ولاحقاً إلى بيت في "بيشوبس جآيت". تُشير سجلات "سانت بوتولف ويذ آوت بيشوبس جآيت" – كنيسة- إلى أن دفنه كان يوم 11 يوليو / تموز 1614 . كانت ارملته "ماري" وابنهم "ويليام" هُما الورثة على حسب إرادة "بافيير". "ماري بارلي" التي تزوجت مرة أخرى فيما بعد قامت بتحويل خمس براءات اختراع إلى الناشر "جون بيل". وتم تمرير بعض من حقوق الطبع إلى الناشر "توماس سنودهام".